# Яковлев, Владимир Георгиевич (гримёр)
Владимир Георгиевич Я́ковлев (10 (22) января 1899 — 9 января 2000) — советский художник-гримёр. Заслуженный работник культуры РСФСР (1967). Лауреат Сталинской премии первой степени (1950).

## Биография
Родился 10 (22) января 1899 года. Окончил Московскую Императорскую академию коммерческих наук.
В 1927—1977 годы работал гримёром на разных киностудиях. Мастер портретного грима. Первым разработал и применил пластический грим, давший возможность точной внешней характеристики персонажей. В 1947—1949 годы преподавал во ВГИКе. Снимался в кино.
Умер 9 января 2000 года.

## Фильмография
- 1929 — Рельсы гудят
- 1931 — Путёвка в жизнь
- 1932 — Мёртвый дом
- 1933 — Великий утешитель
- 1937 — Гобсек
- 1938 — Доктор Айболит
- 1939 — Василиса Прекрасная
- 1940 — Яков Свердлов
- 1943 — Лермонтов
- 1946 — Клятва
- 1947 — Сельская учительница
- 1949 — Падение Берлина
- 1951 — Незабываемый 1919 год
- 1953 — Вихри враждебные
- 1954 — Верные друзья
- 1956 — Урок истории
- 1958 — Рассказы о Ленине
- 1960 — Пять дней, пять ночей
- 1962 — Суд сумасшедших
- 1964 — Сотрудник ЧК
- 1965 — Ленин в Польше
- 1968—1971 — Освобождение
- 1974 — Агония
- 1977 — Солдаты свободы

## Награды и премии
- Сталинская премия первой степени (1950) — за работу в фильме «Падение Берлина» (1949).
- Орден Трудового Красного Знамени (6 марта 1950 года) — за выдающиеся заслуги в развитии советской кинематографии, в связи с 30-летием[1].
- Заслуженный работник культуры РСФСР (28 декабря 1967 года) — за заслуги в области советской кинематографии[2].